# Enrique Almeida
Enrique Lautaro Almeida Carrera (Montevideo, 26 aprile 2005) è un calciatore uruguaiano, attaccante del Cerro in prestito dal Bellinzona.

## Carriera
Almeida è cresciuto nel settore giovanile del Rampla Juniors, con cui ha debuttato il 19 marzo 2023 nell'incontro di Segunda División vinto 1-0 contro l'Atenas. Ha segnato il suo primo gol in carriera la stagione seguente, il 3 maggio 2024 contro il Danubio.

## Statistiche

### Presenze e reti nei club
Statistiche aggiornate al 3 maggio 2024.
| Stagione        | Squadra         | Campionato      | Campionato | Campionato | Coppe nazionali | Coppe nazionali | Coppe nazionali | Coppe continentali | Coppe continentali | Coppe continentali | Altre coppe | Altre coppe | Altre coppe | Totale | Totale | Totale |
| Stagione        | Squadra         | Comp            | Pres       | Reti       | Comp            | Pres            | Reti            | Comp               | Pres               | Reti               | Comp        | Pres        | Reti        | Pres   | Reti   |        |
| --------------- | --------------- | --------------- | ---------- | ---------- | --------------- | --------------- | --------------- | ------------------ | ------------------ | ------------------ | ----------- | ----------- | ----------- | ------ | ------ | ------ |
| 2023            | Rampla Juniors  | SD              | 12         | 0          | CU              | 2               | 0               |                    | -                  | -                  |             | -           | -           | 14     | 0      |        |
| 2024            | Rampla Juniors  | PD              | 6          | 1          | CU              | 0               | 0               |                    | -                  | -                  |             | -           | -           | 6      | 1      |        |
| Totale carriera | Totale carriera | Totale carriera | 18         | 1          |                 | 2               | 0               |                    | -                  | -                  |             | -           | -           | 20     | 1      |        |